# Pénétrante d'Ain Harrouda
L'autoroute A101 ou Pénétrante d'Ain Harrouda est une autoroute marocaine, longue de 24 km, reliant l'autoroute Rabat - Safi à la la Voie-express urbaine de Casablanca. Elle fait partie de la 1re section autoroutière ouverte au Maroc. Il s'agit d'une des 2 pénétrantes accédant à Casablanca, en plus d'être un des 7 accès à la ville par l'autoroute. Il s'agit également d'une des 3 pénétrantes reliées à l'A1.

## Tracé
| Nom inaugural | Nom actuel | Section                   | État (2020)       | Longueur |
| ------------- | ---------- | ------------------------- | ----------------- | -------- |
| A 3           | A101       | Aïn Harrouda – Casablanca | En service (1978) | 24 km    |

## Sorties
| Elément                                                  | Kilomètre | Itinéraire                                                                                               | Routes                             |
| -------------------------------------------------------- | --------- | --- | ---------------------------------- |
| Échangeur entre A101 et A1                               | km 0      | المحمدية الرباط Mohammédia Rabat                                                                         | A1                                 |
| 1014                                                     | km 4      | عــيــن حــــرودة تـــيـــط مــلـــيـــل مـطار تـيـط مـلـيـل Ain Harrouda Tit Mellil Aéroport Tit Mellil | N9                                 |
| 1015                                                     | km 5      | زنــاتة Zenata                                                                                           | N1                                 |
| Échangeur entre A101 et voie-express · Fin de pénétrante | km 6      | الدار البيضاء الجديدة مراكش Casablanca El Jadida Marrakech                                               | Voie-express urbaine de Casablanca |